# Electric Café
Electric Café es el noveno álbum del grupo alemán de música electrónica Kraftwerk, grabado desde 1982 hasta 1986, año en que fue publicado.
A diferencia de los anteriores álbumes del grupo, Electric Café no estuvo basado en la forma de un álbum conceptual, sólo se recargó a acentuar aún más el concepto de artificialidad de Kraftwerk.
El álbum contiene letras tanto en alemán, como en inglés, francés y varias secciones en español.

## Lista de canciones
Edición alemana
| Lado A |                                       |                                   |          |  |
| N.º    | Título                                | Escritor(es)                      | Duración |  |
| 1.     | «Boing Boom Tschak»                   | Hütter, Schneider, Bartos         | 2:57     |  |
| 2.     | «Techno Pop»                          | Hütter, Schneider, Bartos, Schult | 7:42     |  |
| 3.     | «Musique Non-Stop» (Música sin parar) | Hütter, Schneider, Bartos         | 5:45     |  |

| Lado B |                                             |                                    |          |  |
| N.º    | Título                                      | Escritor(es)                       | Duración |  |
| 1.     | «Der Telefon-Anruf» (La llamada telefónica) | Hütter, Schneider, Bartos          | 8:03     |  |
| 2.     | «Sex Objekt» (Objeto sexual)                | Hütter, Schneider, Bartos          | 6:51     |  |
| 3.     | «Electric Cafe» (Café eléctrico)            | Hütter, Schneider, Bartos, Schmitt | 4:20     |  |

Edición inglesa
| Lado A |                     |                                   |          |  |
| N.º    | Título              | Escritor(es)                      | Duración |  |
| 1.     | «Boing Boom Tschak» | Hütter, Schneider, Bartos         | 2:57     |  |
| 2.     | «Techno Pop»        | Hütter, Schneider, Bartos, Schult | 7:42     |  |
| 3.     | «Musique Non-Stop»  | Hütter, Schneider, Bartos         | 5:44     |  |

| Lado B |                      |                                    |          |  |
| N.º    | Título               | Escritor(es)                       | Duración |  |
| 1.     | «The Telephone Call» | Hütter, Schneider, Bartos          | 8:03     |  |
| 2.     | «Sex Object»         | Hütter, Schneider, Bartos          | 6:52     |  |
| 3.     | «Electric Cafe»      | Hütter, Schneider, Bartos, Schmitt | 4:17     |  |

## Edición remasterizada
Durante muchos años se especuló con la producción de un disco de Kraftwerk titulado Techno Pop, el cual aparentemente había sido desechado y algunos de los temas utilizados para lo que acabara siendo Electric Café. El álbum se publicó de nuevo en 2009 bajo el título de trabajo original Techno Pop.

### Lista de canciones
Edición alemana
| N.º | Título              | Escritor(es)                       | Duración |  |
| 1.  | «Boing Boom Tschak» | Hütter, Schneider, Bartos          | 2:57     |  |
| 2.  | «Techno Pop»        | Hütter, Schneider, Bartos, Schult  | 7:42     |  |
| 3.  | «Musique Non-Stop»  | Hütter, Schneider, Bartos          | 5:44     |  |
| 4.  | «Der Telefon-Anruf» | Hütter, Schneider, Bartos          | 3:50     |  |
| 5.  | «House Phone»       | Hütter, Schneider, Bartos          | 4:57     |  |
| 6.  | «Sex Objekt»        | Hütter, Schneider, Bartos          | 6:52     |  |
| 7.  | «Electric Cafe»     | Hütter, Schneider, Bartos, Schmitt | 4:19     |  |

Edición inglesa
| N.º | Título               | Escritor(es)                       | Duración |  |
| 1.  | «Boing Boom Tschak»  | Hütter, Schneider, Bartos          | 2:57     |  |
| 2.  | «Techno Pop»         | Hütter, Schneider, Bartos, Schult  | 7:42     |  |
| 3.  | «Musique Non-Stop»   | Hütter, Schneider, Bartos          | 5:44     |  |
| 4.  | «The Telephone Call» | Hütter, Schneider, Bartos          | 3:50     |  |
| 5.  | «House Phone»        | Hütter, Schneider, Bartos          | 4:57     |  |
| 6.  | «Sex Object»         | Hütter, Schneider, Bartos          | 6:52     |  |
| 7.  | «Electric Cafe»      | Hütter, Schneider, Bartos, Schmitt | 4:19     |  |